# Anniversary!!
「Anniversary!!」（アニバーサリー）は、E-girlsの13作目のシングル曲。2015年5月20日にrhythm zoneより発売。

## 概要
「CD」「CD+DVD」「ワンコインCD（表題曲のみ）」の3形態で発売。
3月10日に新曲が5月20日に発売されることが発表、サビの「縄跳びダンス」が特徴のMVが4月22日に公開。
E-girlsが20人体制に移行してから最初のシングルである。
Googleが発表したYouTube Rewind 2015の「2015年トップトレンド音楽動画（日本）」で15位を記録した。

## 参加メンバー
- Dream：Shizuka、Ami
- Happiness：藤井夏恋、楓、YURINO、SAYAKA、須田アンナ
- Flower：鷲尾伶菜、藤井萩花、佐藤晴美、坂東希、中島美央
- 石井杏奈、山口乃々華

## 収録曲

### CD
1. Anniversary!!
作詞：花空木　作曲：FAST LANE・LISA DESMOND
  - 「Samantha Vega meets E-girls -365日、毎日が記念日-」CMソング[9]
  - 「プリンスホテル 夏プリ2015」CMソング[10][11]
  - ボーカルはDreamのShizuka、Ami、　Happinessの藤井夏恋、Flowerの鷲尾伶菜
2. Saturday Night 〜ロックな夜に魔法をかけて〜
作詞・作曲：Bill Martin・Phil Coulter　日本語詞：Yu Shimoji
  - ベイ・シティ・ローラーズの同名曲のカバー楽曲
3. Anniversary!! (Instrumental)
4. Saturday Night 〜ロックな夜に魔法をかけて〜 (Instrumental)

### CD+DVD

#### CD
1. Anniversary!!
2. Saturday Night 〜ロックな夜に魔法をかけて〜
3. Anniversary!! (Instrumental)

#### DVD
1. Anniversary!! (Video Clip)

### ワンコインCD
1. Anniversary!!